# Accidente de las Alcubillas

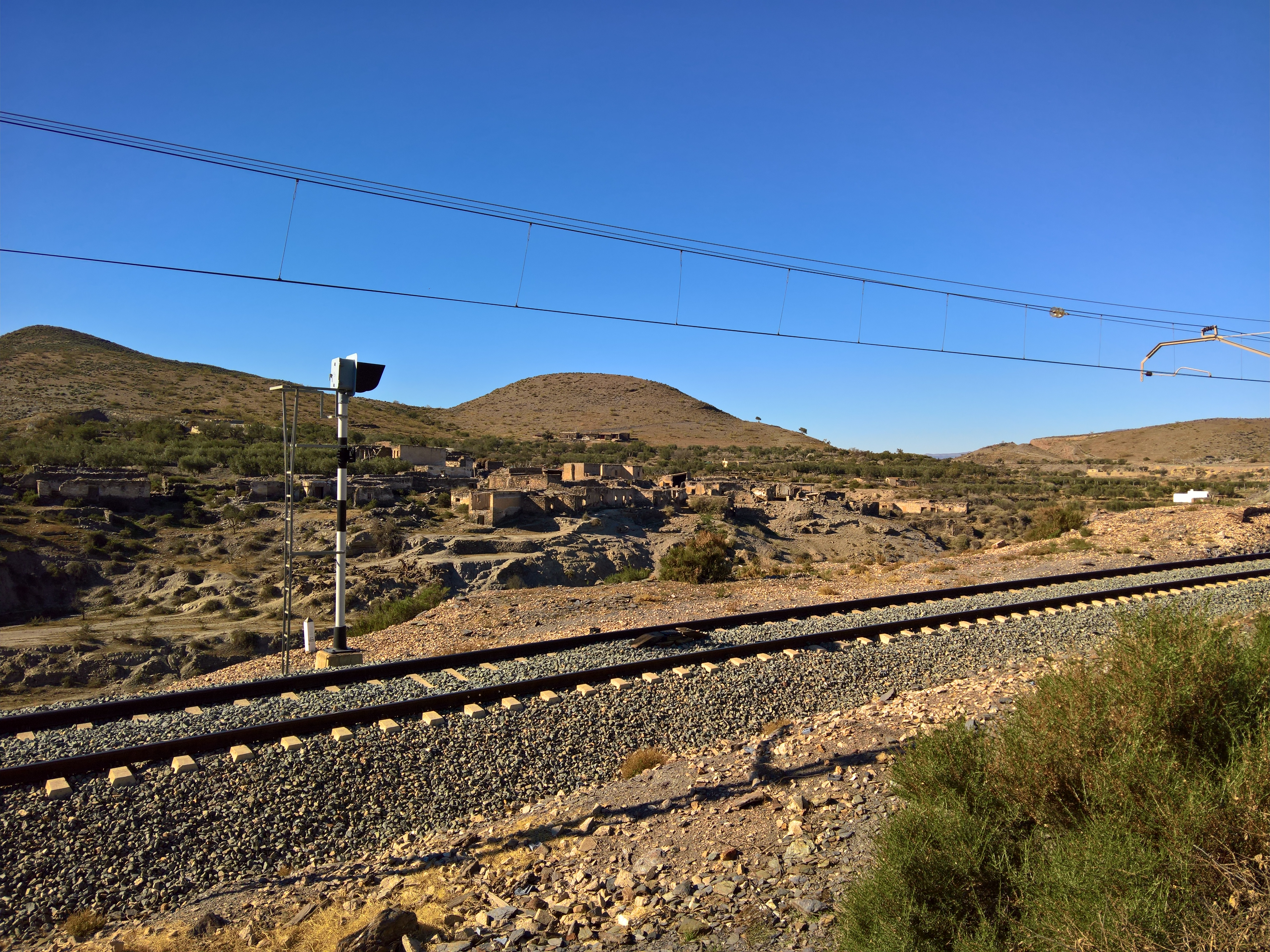
Vista del despoblado de las Alcubillas, muy cerca del lugar del accidente.

El accidente ferroviario de las Alcubillas acaeció durante la madrugada del 14 al 15 de noviembre de 1945, a la altura del punto kilométrico 211,3 de la línea Linares-Almería, en las cercanías de la pedanía de Las Alcubillas, en el municipio almeriense de Gérgal.
Dos trenes, uno de mercancías —conocido como "el Uvero" por el transporte de centenares de toneles con uva, en sentido Linares— y otro de viajeros —que transportaba unas trescientas personas, en sentido Almería—, colisionaron sobre la una de la madrugada entre las estaciones de Fuente Santa y Gérgal. En el accidente hubo cuarenta y un muertos y quinientos noventa y tres heridos según la versión oficial facilitada en la época, aunque testigos afirmaron que más de un centenar de personas pudieron perecer en el impacto. Dos vagones se incendiaron tras el choque debido al contacto de los mismos con los cables del tendido eléctrico de la línea, que provocó una potente descarga de 5.400 V. La tragedia se cobró también la vida del jefe de estación de Gérgal, el cual se suicidó al conocer lo que había pasado.

## Trenes implicados

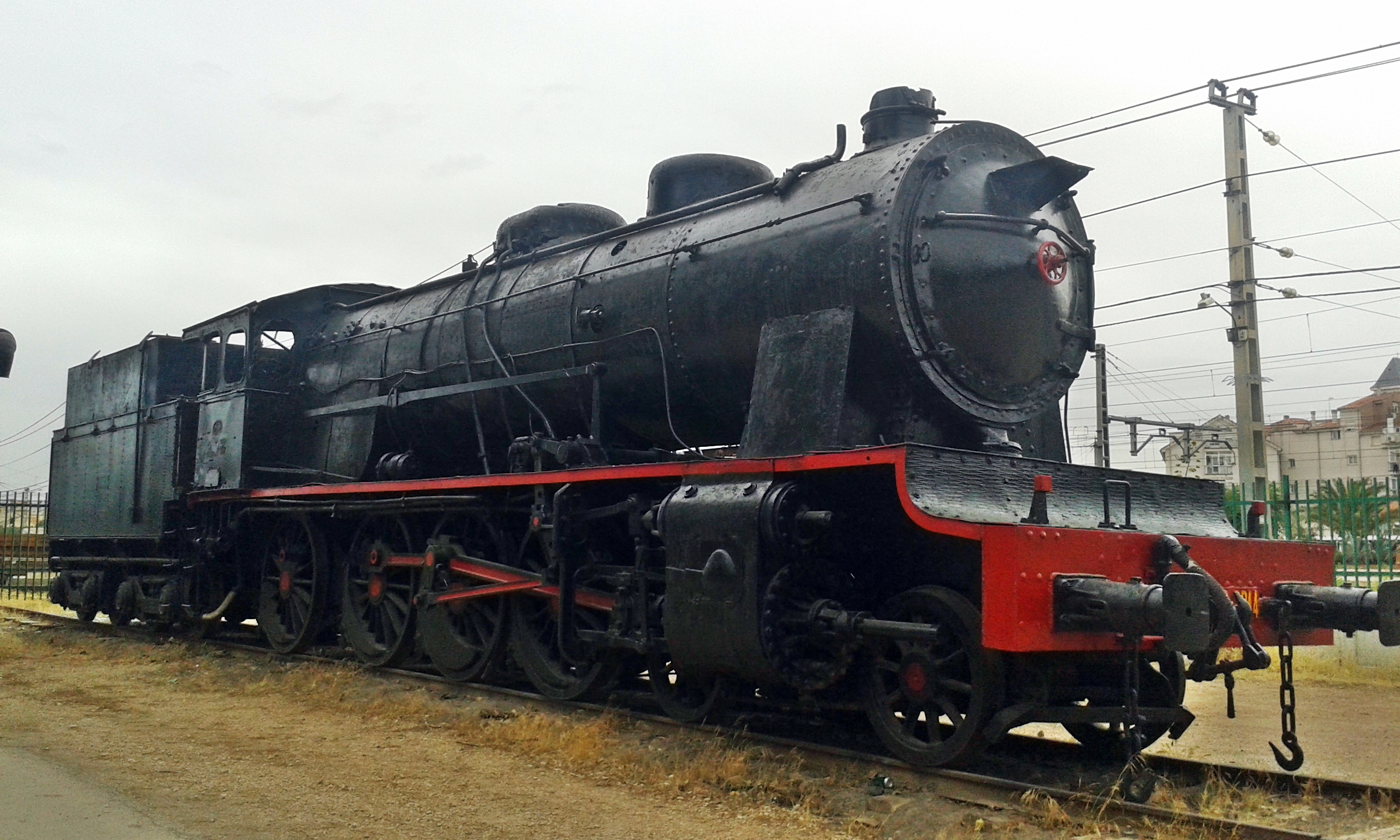
Locomotora 240 de Renfe, similar a la accidentada.

En sentido Almería viajaba el correo 1802, tirado por una locomotora 240 de Renfe que arrastraba siete vagones que sumaban 162 toneladas.
En sentido Linares-Baeza circulaba un tren de mercancías, con la numeración 6831, con una carga de 221 toneladas, principalmente de uva distribuidas en una quincena de vagones.

## Precedentes
El accidente se produjo en el que posiblemente sea el tramo más técnicamente complicado de toda la geografía española, debido a las fuertes pendientes que debía superar el ferrocarril. Tanto es así, que se convirtió en el primer tramo electrificado de la red nacional.
La zona aún recordaba otro accidente ocurrido apenas dos años antes, cuando diez personas fallecieron al colisionar dos trenes de mercancías en la cercana localidad de Fiñana.

## Concatenación de hechos
Aproximadamente a la una de la madrugada, el jefe de la estación de Gérgal, José Lúcar Molina,  pidió vía libre a su homólogo de la estación de Fuente Santa, tras lo que dio permiso al maquinista de empezar su marcha. El tramo que discurre entre dichas dos estaciones es de vía simple, por lo que en caso de que hubiera dos convoyes aproximándose, uno de ellos debería detenerse en una de las estaciones y esperar su turno. Sin embargo, a los pocos momentos, se percató de su error.